# جوينو سوندرز
جوينو ميريد سوندرز (بالإنجليزية: Gwenno Saunders)‏ (ولدت في 23 مايو 1981) هي موسيقية ويلزية، معروفة باسم جوينو. غنت كفنانة منفردة، وأصدرت ألبومها الأول ديد أولاف على هيفينلي للتسجيلات في عام 2015 تلى ألبومها الأول باللغة الكورنية في عام 2018، بعنوان لي كوف. كانت أيضًا مغنية في فرقة البوب المستقلة ذا بيبتيس.

## حياتها
ولدت سوندرز في كارديف. وهي ابنة الشاعر واللغوي الكورني تيم سوندرز ولين ميريريد، وهي ناشطة وعضو في جوقة كور كوشيون كايرديد وكانت مترجمة عندما كبرت، يتحدث والدها بالكورنية؛ كانت ووالدتها تتحدث الويلزية.
منذ أن كانت في الخامسة من عمرها، التحقت بأكاديمية شون إيرين مكماهون للرقص الأيرلندي وكانت عضوًا في فريق إنتاج مايكل فلاتلي لورد أوف ذا دانس.ولعبت دورًا رئيسيًا في إنتاج لاس فيجاس السابق. في عام 2001، لعبت دورًا في المسلسل التلفزيوني باللغة الويلزية أهل الوادي على قناة اس فور سي، والتي ستستضيف لاحقًا برنامجها الخاص هل جوينو كان...؟ وهي تتقن اللغة الويلزية والكورنية. في 18 أبريل 2019، قدمت برنامج «أغاني من أطراف الأرض»، وهو برنامج عن الأغاني بلغات الأقليات على إذاعة بي بي سي.

## التأثير الثقافي
في أكتوبر 2018، زعم مجلس كورنيي للغات أن ألبوم سوندرز لي كوف قد ساهم في زيادة بنسبة 15٪ في عدد الأ لاشخاص الذين يخضعون لامتحانات اللغة الكورنية خلال عام 2018.

## الحياة الشخصية
سوندرز متزوجة من المنتج ريس إدواردز، وله ولد واحد. حصلت على لقب الشاعر من كورنيش جورشيد في عام 2019 «لخدمات لغة الكورنيش من خلال الموسيقى ووسائل الإعلام».
سوندرز هي من مؤيدي الاستقلال الويلزي. لقد قالت: «ماذا لو كانت هناك طرق أخرى للتعايش؟ ماذا لو تمكنا من تنظيم أنفسنا بشكل مختلف؟ هناك فوضى فطرية للفن وإمكانية مطلقة في استخدامه للخير بينما نتخيل مستقبل أفضل. نريد أن نواصل محادثة حول تقرير المصير الشامل من خلال الاعتماد على ماضينا، واحتضان جيراننا في جميع أنحاء المملكة المتحدة والعالم بأذرع مفتوحة، مع التأكد أيضًا من أننا نغني بأفضل نغمة ممكنة».